# Социална мрежа
Социалната мрежа в социологията е социална структура от участници – индивиди или организации, свързани от диадични връзки и други обществени отношения (приятелство, роднински връзки, идеология, традиции, финансови отношения, др.), специфични за участниците в дадената мрежа. Изучаването на тези структури използва анализ на социалните мрежи за идентифициране на местни и глобални модели, локализиране на влиятелни субекти и изследване на динамиката на мрежата.
Социалните мрежи и анализът им по своята същност са интердисциплинарна академична област, възникнала от социалната психология, социологията, статистиката и теорията на графите. Георг Зимел е автор на ранни структурни теории в социологията, като набляга на динамиката на триадите и „мрежата от групови свързаности“. Разработването на първите социограми за изследване на междуличностните отношения през 30-те години на XX век се приписва на Джейкъб Морено. Тези подходи са формализирани математически през 50-те години на ХХ век, а теорията и методите на социалните мрежи стават широко разпространени в социалните и поведенческите науки през 1980-те. Анализът на социалните мрежи е една от основните парадигми в съвременната социология, като се използва и в редица други социални и официални науки.
Индивидите и организациите са наричани в социологията на този тип мрежи „възли“. В нейната най-проста форма социалната мрежа представлява карта на връзките между всички релативни възли, които са изучавани. Тези концепции обикновено се представят чрез социална мрежова диаграма, където възлите са точки, а връзките са линии.

## История
В края на 1890-те години Емил Дюркем и Фердинанд Тьонис предвещават идеята за социални мрежи в своите теории и изследвания на социалните групи. Тьонис твърди, че социалните групи могат да съществуват или като лични и преки социални връзки, които свързват индивиди със споделени ценности и вярвания (от нем. Gemeinschaft – „общност“), или като безлични, формални и инструментални социални връзки (от нем. Gesellschaft – „общество“). Дюркем обяснява социалните факти, като твърди, че социалните явления възникват, когато взаимодействащите индивиди представляват реалност, която вече не може да бъде отчетена от гледна точка на свойствата на отделните актьори. Георг Зимел, който пише в началото на ХХ век, разглежда естеството на социалните мрежи и ефекта от размера на мрежата върху взаимодействието между участниците.
Основното развитие в областта настъпва през 30-те години на ХХ век от няколко групи по психология, антропология и математика, работещи независимо. В психологията през 30-те години на XX век Джейкъб Морено започва систематично записване и анализ на социалното взаимодействие в малки групи, особено в класни стаи и работни групи (вижте социометрия). В антропологията основата на теорията на социалните мрежи е теоретичната и етнографска работа на Бронислав Малиновски, Алфред Радклиф-Браун, и Клод Леви-Строс. На група социални антрополози, сред които Джон А. Барнс, Дж. Клайд Мичъл и Елизабет Бот Спилиъс, често се приписва извършването на някои от първите теренни проучвания на общности в Южна Африка, Индия и Обединеното кралство, въз основа на които са извършени мрежови анализи. По същото време британският антрополог Зигрфид Нейдъл кодифицира теория за социалната структура, която оказва влияние в по-късния анализ на социални мрежи. В социологията, ранната работа на Толкът Парсънс поставя основите за възприемане на релационен подход към разбирането на социалната структура.
До 70-те години на ХХ век все по-голям брой учени работят за комбиниране на различните подходи и традиции. Една група се състои от социолога Харисън Уайт и неговите студенти от катедрата по социални отношения на Харвардския университет. Независими изследвания в същата катедра правят Чарлз Тили, който се фокусира върху социалните мрежи в политическата и обществена социология и социалните движения, и Стенли Милграм, който разработва тезата за шестте степени на разделение.

## Нива на анализ
По правило социалните мрежи са самоорганизиращи се, самостоятелно възникващи и сложни, така че глобално последователен модел се появява от локалното взаимодействие на елементите, които съставляват системата. Тези модели стават по-очевидни с увеличаване на размера на мрежата. Въпреки това глобален мрежов анализ, например на всички междуличностни отношения в света не е осъществим и е вероятно да съдържа толкова много информация, че да бъде неинформативен. Практически ограничения, като изчислителна мощност, етични съображения и набиране и заплащане на участници, също ограничават обхвата на анализа на социалните мрежи. Нюансите на локалната система могат да бъдат загубени при голям мрежов анализ, а качеството на информацията може да е по-важно от нейния мащаб за разбиране на свойствата на мрежата. Поради това социалните мрежи се анализират в мащаба, свързан с теоретичния въпрос на изследователя. Въпреки че нивата на анализ не са непременно взаимно изключващи се, има три общи нива, в които мрежите могат да попаднат: микрониво, мезониво (средно ниво) и макрониво.

### Микрониво
На микрониво изследването на социалните мрежи обикновено започва или с отделен индивид, като се проследяват неговите социални взаимоотношения, или с малка група индивиди в определен социален контекст.
На ниво диада: Диадата е социална връзка между двама индивида. Мрежовите изследвания на диадите могат да се концентрират върху структурата на връзката (напр. нейната сила), социалното равенство и тенденциите към реципрочност/взаимност.
На ниво триада: Добавете един индивид към диада и ще получите триада. Изследванията на това ниво могат да се концентрират върху фактори като баланс и преходност, както и социално равенство и тенденции към реципрочност/взаимност. В теорията за когнитивния баланс на Фриц Хайдер триадата е ключът към социалната динамика. Раздорът в съпернически любовен триъгълник е пример за небалансирана триада, която вероятно ще се промени в балансирана триада чрез промяна в една от отношенията. Динамиката на социалните приятелства в обществото е моделирана чрез балансиране на триади.
На ниво участник: Най-малката единица за анализ в социалната мрежа е индивид в неговата социална среда, обозначаван също като „его“. Анализът на това ниво се фокусира върху характеристиките на мрежата като размер, сила на връзката, плътност, централност, престиж, и ролите на участниците в мрежата като изолирани, „връзки“ и „мостове“. Такива анализи се използват най-често в областта на психологията или социалната психология, етнографския анализ на родството или други генеалогични изследвания на взаимоотношенията между индивидите.
На ниво подгрупа: Изследването на проблемите в социална мрежа на ниво подгрупа започват на микрониво, но могат да преминат в мезониво на анализ. Изследването може да се фокусира върху разстоянието и достъпността, кликите, сплотеността или други групови действия или поведение.

### Мезониво
Теориите на мезонивото започват с част от населението с размер, който попада между микро- и макронивото. Мезонивото може да се отнася и до анализи, специално предназначени да разкрият връзките между микро- и макронивата. Мрежите на мезониво са с ниска плътност и могат да проявяват причинно-следствени връзки, различни от междуличностните мрежи на микрониво.
Организации: Формалните организации са социални групи, които разпределят задачи за постигане на обща цел. Мрежовите изследвания на организациите могат да се фокусират върху вътрешно-организационни или междуорганизационни връзки по отношение на формални или неформални отношения. Самите вътрешно-организационни мрежи често съдържат множество нива на анализ, особено в по-големи организации с множество клонове, франчайзи или полуавтономни отдели. В тези случаи изследването често се провежда на ниво работна група и ниво организация, като се фокусира върху взаимодействието между двете структури. Експериментите с мрежови групи онлайн са документирали начини за оптимизиране на координацията на ниво група чрез различни интервенции, включително добавяне на автономни агенти към групите.
Случайно разпределени мрежи: През 80-те години на ХХ век експоненциалните произволни графични модели се превръщат в най-съвременния метод за анализ на социалните мрежи. Този модел има капацитета да представя социално-структурни ефекти, често наблюдавани в много човешки социални мрежи, включително ефекти, базирани на степени, реципрочност и преходност.
Мрежи без мащаб: Мрежата без мащаб е мрежа, в която разпределението на степените следва, поне асимптотично, експоненциална закономерност. В теорията на мрежите идеалната мрежа без мащаб е произволна мрежа със степенно разпределение, което разкрива разпределението на социалните групи по размер. Специфичните характеристики на мрежите без мащаб варират в зависимост от теориите и аналитичните инструменти, използвани за създаването им, но те имат и някои общи характеристики. Една от по-съществените общи характеристики на мрежите без мащаб е относително честото (спрямо средното) срещане на „върхове“ със степен. Възлите с най-висока степен често се наричат „хъбове“ и могат да служат за специфични цели в техните мрежи, въпреки че това зависи до голяма степен от социалния контекст. Друга обща характеристика на мрежите без мащаб е разпределението на коефициента на клъстериране, което намалява с увеличаване на степента на възела. Това разпределение също следва експоненциална закономерност.

### Макрониво
Вместо да проследяват междуличностните взаимодействия, анализите на макро ниво обикновено проследяват резултатите от тези взаимодействия, например икономически или други взаимодействия при трансфер на ресурси върху голяма популация.
Широкомащабни мрежи: Широкомащабната мрежа е термин, донякъде синонимен на „макрониво“ в смисъла, в който се използва главно в социалните и поведенческите науки и в икономиката. Първоначално терминът се използва широко в компютърните науки.
Сложни мрежи: Повечето по-големи социални мрежи показват характеристики на социална сложност, което включва съществени характеристики на топологията на мрежата, с модели на сложни връзки между елементи, които не са нито изцяло регулярни, нито изцяло произволни (вижте комплексни системи, динамична система и теория на хаоса), каквито са биологичните и компютърните мрежи. Такива сложни мрежови функции включват по-висок коефициент на клъстериране, асортативност или деасортативност във върховете, структура на общност и йерархична структура. За сравнение, много от математическите модели на мрежи, изследвани в миналото, като решетъчни и произволни графики, не проявяват тези характеристики.

## Теоретични връзки
Различни теоретични конструкции са привнесени при анализа на социалните мрежи. Най-известните сред тях са теорията на графите, теорията за баланса, теорията за социалното съпоставяне, а напоследък и подходът на социалната идентичност.
От анализа на социалните мрежи са създадени няколко цялостни оригинални теории. Две от по-значимите сред тях са теорията за структурните роли и теорията за хетерофилията.

## Проявления

### Социални мрежи в изкуството
Изследователите използват мрежов анализ, за да проучат мрежите, създадени, когато произведения на различни художници са показани заедно в музейна изложба. Доказано е, че подобни мрежи влияят на разпознаваемостта на художника в историята и историческия контекст, дори когато се разглеждат индивидуалните постижения на художника. Други трудове изследват как мрежовото групиране на артисти може да повлияе на представянето на търг на отделен творец. Доказано е, че статусът на даден творец се покачва, когато е асоцииран с мрежи с по-висок статус, въпреки че възврщаемостта на тази взаимовръзка намалява в хода на кариерата му.

### Комуникации
Комуникационните изследвания често се считат за част както от социалните, така и от хуманитарните науки, като се основават в голяма степен на области като социология, психология, антропология, информационни науки, биология, политология и икономика, както и реторика, литературна критика и семиотика. Много комуникационни концепции описват прехвърлянето на информация от един източник към друг и по този начин могат да се възприемат като мрежа. По този начин анализът на социалните мрежи е успешно приложеим към явления, вариращи от социалното разпространение на езиковите иновации до влиянието на комуникацията с връстници върху усвояването на втори език при престой в чужбина.

### Общност
През 50-те години на XX век понятието „общност“ се отнася до конкретно географско местоположение и изследванията на връзките в дадена общност са свързвани с това кой с кого разговаря, общува, търгува и ходи на църква. Днес обаче понятието е разширена, за да обхване „онлайн“ общностите, създадени чрез телекомуникационни устройства и социални медии. Такива устройства и услуги изискват обширна и постоянна поддръжка и анализ, често съчетан с използване на методи от науката за социалните мрежи.

### Сложни мрежи
Сложните мрежи изискват методи, специфични за моделирането и тълкуването на социалната сложност и сложни адаптивни системи, включително техники за динамичен мрежов анализ. Механизми като двуфазна еволюция обясняват как времевите промени в свързаността допринасят за формирането на структурата в социалните мрежи.

### Конфликт и сътрудничество
Изучаването на социалните мрежи се използва за изследване на естеството на взаимозависимостта между участниците и начините, по които тя е свързана с резултати като конфликти или сътрудничество. Областите на изследване включват кооперативно поведение сред участниците в колективни действия като протести; насърчаване на мирно поведение, социални норми и обществени блага в рамките на общностите чрез мрежи на неформално управление; ролята на социалните мрежи както във вътрешнодържавния, така и в междудържавния конфликт; и социални мрежи сред политици, избиратели и чиновници.

### Престъпни мрежи
В криминологията и социологията на града се отделя голямо внимание на социалните мрежи сред криминалните участници. Например, убийствата в престъпните групи могат да се разглеждат като поредица от взаимодействия между банди. Наблюдава се разпространение на убийствата от един източник, тъй като по-слабите банди не могат да си позволят да убиват членове на по-силни банди за отмъщение, но трябва да извършват други насилствени действия, за да запазят репутацията си.

### Разпространение на иновации
Проучванията върху разпространението на идеи и иновации се фокусират върху начина, по който идеи се прехвърлят от един участник на друг или от една култура на друга. Тази линия на изследване се стреми да обясни защо някои потребители бързо възприемат идеи и нововъведения и свързва структурата на социалните мрежи с улесняването или възпрепятстването на разпространението на иновации. Пример за това е социалната дифузия на езикови нововъведения като неологизмите.

### Демография
В демографията изследването на социалните мрежи доведе до нови методи за вземане на проби за оценка и достигане до популации, които са трудни за изброяване (например бездомни хора или наркозависими). Например вземането на проби, задвижвано от респонденти, етехника за вземане на проби, базирана на мрежовата теория, която разчита на респондентите в проучване да препоръчват други респонденти.

### Икономическа социология
Социологията се фокусира почти изцяло върху мрежите от резултати от социални взаимодействия. По-конкретно икономическата социология разглежда поведенческите взаимодействия на индивиди и групи чрез социалния капитал и социалните „пазари“. Социолози, като Марк Грановетър, разработват основни принципи за взаимодействията на социалната структура, обмена на информация, способността да се наказва или възнаграждава и доверието. Тези принципи често се повтарят в анализите на политически, икономически и други институции. Грановетър изследва как социалните структури и социалните мрежи могат да повлияят на икономическите резултати като наемане на работна ръка, цени, производителност и иновации и описва приноса на социолозите за анализиране на въздействието на социалната структура и мрежи върху икономиката.

### Здравеопазване
Анализът на социалните мрежи все повече се използва при анализ на здравеопазването, не само в епидемиологичните изследвания, но и в моделите за комуникация и образование на пациентите, превенцията на заболяванията, диагностиката и лечението на психичното здраве, както и в изследването на здравните организации и системи.

### Език и лингвистика
Изследванията на езика и лингвистиката, особено еволюционната лингвистика, се фокусират върху развитието на езиковите форми и прехвърлянето на промени, звуци или думи от една езикова система в друга чрез мрежи от социално взаимодействие. Социалните мрежи също са важни за изследвания върху смяната на езика, тъй като групи хора добавят и/или изоставят езици, които използват; върху социалното разпространение на езиковите нововъведения и при анализите на усвояването на втори език чрез комуникация с връстници.

### Организационни изследвания
Социалните мрежи се използват при изследоване на формални или неформални организационни взаимоотношения, организационна комуникация, икономика, икономическа социология и други видове обмен на ресурси. Използват се също така за изследване как организациите взаимодействат помежду си, което се характеризира с множество неформални връзки между ръководителите, както и отношения и връзки между отделни служители в различни организации. Много проучвания на организационните социални мрежи се фокусират върху екипите. В рамките на изследванията на екипа като социална мрежа се оценяват например прогнозите и резултатите от концентрация и власт, гъстота и централизиране на ключови за екипа инструменти и връзки. Установено е, че вътрешно-организационните мрежи оказват влияние върху отдадеността към организацията, идентифицирането с организацията и междуличностното поведение.

### Социален капитал
Социалният капитал е форма на икономически и културен капитал, при който социалните мрежи заемат централно място, трансакциите се характеризират с реципрочност, доверие и сътрудничество, а икономическите агенти произвеждат стоки и услуги не главно за себе си, а за общо благо. Социалният капитал има три измерения: структура, отношения и познания. Структурното измерение описва как партньорите взаимодействат помежду си и кои конкретни партньори се срещат в социалната мрежа. То показва и нивото на връзките между организациите. Това измерение е силно свързано с отношенията, което измерене се отнася до надеждността, правилата, очакванията и идентифицирането на връзките между партньорите. Отношенията се характеризират главно от нивото на доверие, дадено на мрежата от организации. Когнитивното измерение (познанията) анализира степента, до която организациите споделят общи цели и задачи в резултат на техните връзки и взаимодействия.
Социалният капитал е социологическа концепция за стойността на обществените отношения и ролята на сътрудничеството и увереността за постигането на положителни резултати. Терминът се отнася до стойността, която човек може да получи от своите социални връзки. Например, новопристигнали имигранти могат да използват социалните си връзки с установени мигранти, за да си намерят работа, която иначе биха имали проблем да намерят (напр. поради непознаване на местния език).

### Сигурност и поверителност на социалните медии
Доверието е признато за решаващ аспект за успеха на платформите за социални медии. В проучване, проведено през 2017 г., което включва 9000 потребители, 40% от респондентите съобщават, че са изтрили акаунтите си в социалните медии, защото не вярват, че платформите могат да защитят личната им информация. 53% от онлайн потребителите са загрижени за поверителността онлайн и 81% от онлайн потребителите в САЩ смятат, че тяхната лична информация е уязвима за хакери към юли 2019 г.
Хората и организациите са насърчавани да се възползват от платформите на социалните медии. В тях може да се публикува определен вид пропаганда, за да се постигне нереалистично ниво на влияние. Лесно е да се избере конкретна група в платформите на социалните медии и тя да бъде атакувана въз основа на подготвена стратегия. В наши дни е популярен феномен потребителите на социалните медии да купуват последователи в Twitter, харесвания във Facebook, рецензии на Amazon и коментари в YouTube. Тези услуги могат да бъдат постигнати чрез стратегии като създаване на множество фалшиви профили, използване на компрометирани акаунти или дори плащане на потребители за публикуване на съдържание в техните акаунти. Измамата в социалните медии може да бъде разделена на измама със съдържание и измама със самоличност. Измамата със съдържание означава, че се манипулира съдържанието на социалните медии чрез подправяне на изображения, разпространение на спам и изпращане на злонамерени връзки. Измамата със съдържание се случва най-вече в платформи за социални медии като социални сайтове за новини и блогове. Измамата със самоличност означава да се манипулира информацията за самоличността на потребителя или да се представя за някой друг с цел да се заблуди потребителите на социалните медии.

### Реклама
Мрежовите изследвания в областта на рекламата се фокусират върху ефективността на имиджа на дадена марка и на промоционалната стратегия, като се отчита влиянието на потребителите върху продажбите и имиджа на марката. Това се преценява чрез техники като анализ на настроенията, които разчитат на математически научни подходи (напр. извличане и анализ на данни). Тази област на изследване има огромен брой търговски приложения, тъй като основната цел на всяко проучване е да разбере поведението на потребителите и да стимулира продажбите.

### Социална медия
Компютърните мрежи, комбинирани със софтуер за социални мрежи, създават нова среда за социално взаимодействие под формата на социална медия (онлайн платформа или уебсайт). Връзката през компютъризирана услуга за социални мрежи може да се характеризира с контекст, посока и сила. В контекста на компютърно опосредена комуникация социалните двойки обменят различни видове информация, включително изпращане на файлове с данни или компютърни програми, могат да предоставят емоционална подкрепа или да уреждат срещи. С нарастването на електронната търговия обменената информация може да съответства и на обмен на пари, стоки или услуги в „реалния“ свят. Методите за анализ на социалните мрежи са от съществено значение за изследването на тези видове комуникация.
В допълнение, самият размер и нестабилната природа на социалните медии водят до нови показатели при изследването на социални мрежи.
Обикновено, когато говорим за социални или обществени сайтове, се подразбират сайтове тип Web 2.0.

#### Видове според информацията
- За споделяне на контакти
- За споделяне на предпочитания (новини, музика, видео, снимки, хипервръзки към интересни статии и др.)
- За споделяне на авторско съдържание (картинки, музика, видео, статии и др.)
- За споделяне на лична информация

#### Видове според препратката
- Nofollow – не дава тежест към страницата (сайта), към който е насочена.
- Follow – дава тежест към страница (сайта), към който е насочена.